# Östmarks kyrka
Östmarks kyrka är en kyrkobyggnad som tillhör Östmarks församling i Karlstads stift. Kyrkan ligger i Röjdans dalgång i Östmark, två mil nordväst om Torsby. Söder om kyrkan ligger ett bårhus från 1942 och en klockstapel från 1992-1993.

## Kyrkobyggnaden
Kyrkan, som uppfördes på 1760-talet, har en stomme av liggtimmer och vilar på en grund av natursten. Byggnadens planform är korsformad. I öster finns en utbyggd sakristia och i väster ett kyrktorn. Ytterväggarna är klädda med rödmålade spån och genombryts av rundbågiga fönster som är målade i grågrönt. Ingångar finns i södra respektive norra korsarmsgaveln samt via vapenhuset i tornets bottenvåning. Framför ingångarna finns utbyggda vindfång med kupolformade tak. Byggnadsdelarna täcks av branta, valmade sadeltak som är belagda med tjärade spån. Kyrktornet smalnar av uppåt i tre etapper med små takfall. Högst upp finns en hög spånklädd tornspira som kröns med tupp på kula. Kyrkorummet har innerväggar klädda med stående vitmålad slätpanel. Innertaket täcks av två vitmålade tunnvalv av trä som korsar varandra. Golvet är belagt med lackade brädor. Koret ligger högre än övriga kyrkorummet och avgränsas av ett lågt vitmålat korskrank av trä med rutgaller.

### Tillkomst och ombyggnader
Träkyrkan, som är den första på platsen, uppfördes 1761–1765 och invigdes 2 juli 1765. Under 1770-talet kläddes ytterväggarna med spån och 1778 togs ett fönster upp vid predikstolen. Största restaureringen hittills genomfördes 1934–1935 under ledning av arkitekt Bror Almquist. Hela kyrkorummet målades då om och glasmålningar sattes in i östra väggens båda korfönster. Alla äldre inventarier konserverades. En ny altaruppsats skaffades in som harmonierade med den ursprungliga altartavlan. 2 juli 1935 återinvigdes kyrkan efter fullbordad restaurering. Ännu en restaurering ägde rum 1965 efter förslag av arkitekterna Ingeborg Wærn Bugge och Karl Gustav Norström då kyrkorummet fick en ljusare färgsättning, huvudsakligen i grått och blått.

## Inventarier
- Predikstolen vid korets norra sida är tillverkad vid slutet av 1600-talet och kommer från Västra Ämterviks kyrka. Predikstolen har åttakantig korg med spegelfält och ovanför korgen finns ett åttakantigt ljudtak.
- Altaruppsatsen är ritad på 1930-talet av Bror Almqvist. I altaruppsatsen ingår en oljemålning från 1760-talet som skildrar Kristi korsfästelse.
- I korets södra sida finns en dopfunt av trä från 1795. Tillhörande dopskål är komponerad av silversmeden Sigurd Persson, Stockholm och skänkt till kyrkan 1967.

### Orgel
- 1877 tillverkade på orgelläktaren en orgel av E A Setterquist och Son med 7 stämmor.
- 1935 byggde E A Setterquist och Son en pneumatisk orgel. Den har 3 fria kombinationer och registersvällare. Fasaden är från 1877 års orgel i nyklassicistisk stil.
- 1982 omdisponerades den av Jan-Erik Straubel i Karlstad.

| Huvudverk I   | Svällverk II       | Pedal            | Koppel    |
| Principal 8’  | Basetthorn 8’      | Subbas 16’       | I/P       |
| Gedackt 8’    | Rörflöjt 8’        | Spetsgedackt 16’ | II/P      |
| Quintadena 8’ | Flöjt oktaviant 4’ | Koralbas 4'      | II/I      |
| Octava 4’     | Nachthorn 2’       |                  | I 4'/I    |
| Gemshorn 4’   | Kvintcymbel 3 ch   |                  | II 16'/I  |
| Octava 2’     | Krumhorn 8'        |                  | II 16'/II |
| Mixtur 4 chor | Tremulant          |                  | II 4'/P   |

### Webbkällor
- Kyrkor i Karlstads stift Del II, Utgiven av Värmlands Museum och Karlstads stift, 2008, ISBN 91-85224-72-3
- anläggningspresentation
- byggnadspresentation
- Länsstyrelsen Värmland
- varmland.se[död länk]